# SMS Derfflinger
«Дерфлингер» (нем. SMS Derfflinger) — линейный крейсер ВМФ Германской империи эпохи Первой мировой войны. 
В немецкой литературе считается головным кораблём в серии линейных крейсеров типа «Дерфлингер». В официальной немецкой классификации того времени линейных крейсеров не было, и «Дерфлингер» с броненосными крейсерами относился к большим крейсерам (нем. Großer Kreuzer). Был назван в честь фельдмаршала Георга фон Дерфлингера.

## История
«Дерфлингер» во время Первой мировой войны входил в состав Флота открытого моря и принял участие в нескольких сражениях во время войны. Он принимал участие в бомбардировках английских прибрежных городов, а также в сражении у Доггер-банки и Ютландском сражении, где за мощное сопротивление английскому Гранд Флиту его прозвали «Железной Собакой». Крейсер принял активное участие в потоплении двух британских линейных крейсеров во время Ютландского сражения: вместе с «Зейдлицем» уничтожил Куин Мэри, а совместно с «Лютцовом» — «Инвинсибл».
По окончании войны «Дерфлингер» был интернирован, вместе с другими кораблями Флота открытого моря в 1918 году переведён в Скапа-Флоу на Оркнейских островах и впоследствии в 1919 году затоплен экипажем. Поднят со дна в 1939 году и разделан на металл в 1946.

## Использованная литература и источники
на русском языке
- Апальков Ю. В. ВМС Германии 1914-1918. Справочник по корабельному составу. — Приложение к журналу «Моделист-конструктор». — М. — 32 с. — («Морская коллекция» № 3(9)/1996).
- Вильсон Х. Линкоры в бою. 1914—1918 гг. = H. W. Wilson. Battleships in Action, 2 Vol. London, 1926. — М.: Государственное военное издательство, 1935. — 340 с.
- Горз, Джозеф Н. Подъем затонувших кораблей. Перевод с английского.. — М.: Судостроение, 1978. — 352 с.
- Мужеников В. Б. Линейные крейсера Германии. — СПб., 1998. — 152 с. — (Боевые корабли мира).
- Шеер Рейнхард. Германский флот в Мировую войну 1914—1918 гг = Scheer R. Deutschlands Hochseeflotte im Weltkrieg. Persönliche Erinnerungen. — Berlin, Scherl, 1920 / пер. с нем. — М.: Эксмо, 2002. — 672 с. — (Военно-морская библиотека). — 5100 экз. — ISBN 5-7921-0502-9.

на английском языке
- Campbell N. J. M. Battlecruisers. — London: Conway Maritime Press, 1978. — 72 p. — (Warship Special No. 1). — ISBN 0851771300.
- Conway's All The Worlds Fighting Ships, 1906—1921 / Gray, Randal (ed.). — London: Conway Maritime Press, 1985. — 439 p. — ISBN 0-85177-245-5.
- Staff, Gary. German Battlecruisers: 1914–1918. — Oxford: Osprey Books, 2006. — 320 p. — ISBN 1846030099.

на немецком языке
- Gröner, Erich. Die deutschen Kriegsschiffe 1815—1945. Band 1: Panzerschiffe, Linienschiffe, Schlachschiffe, Flugzeugträger, Kreuzer, Kanonenboote (нем.). — Bernard & Graefe Verlag, 1982. — 180 p. — ISBN 978-3763748006.